# Схорон еж словен
«Схорон еж словен» («Схорон еж Славен», СеС; что означает «Единение, сохранение всех славян» или «Сохранение всех славян»; также известно как «Шаг волка») — одно из российских объединений в рамках славянского неоязычества, созданное в 1997 году Владимиром Голяковым (Владимиром Богумилом II Голяком). Представлено также на Украине и в Беларуси.

## История
Согласно утверждениям руководителя объединения Владимира Голякова, «Схорон еж словен» был создан в 1074 году «новгородским князем Милославом Богомилом» для сохранения обычая славян. По словам Голякова, ещё в 1991 году так называемым Великим Кругом (по утверждениям Голякова, высшим органом управления «Схорон еж словен», состоящим из представителей «знахарских родов Поморской Руси») было принято решение о «выходе из подполья» и восстановлении «Богодержавия» («славянского обычного общественного устройства»). Великий Круг, якобы, состоит из девяти тайных членов, принимающих решения, и одного явного (самого Голякова), приводящего их в исполнение.
Действительная история «Схорон еж словен» началась в 1997 году, когда фельдшер детского сада Владимир Голяков, взявший себе титул «Ярг Волк», создал в Санкт-Петербурге школу «Шаг волка», или «ведическую общину староверов». Позже она получила название «Схорон еж словен», «Схорон еж Словен». Голяков вышел из круга неоязыческой организации «Союз венедов» в результате раскола и увёл с собой молодежь. Он сумел настолько потеснить материнскую организацию, что с начала 2000-х годов неоязыческое движение Санкт-Петербурга ассоциировалось, прежде всего, с «волками». Подобно многим другим неоязыческим жрецам, Голяков создал себе славную родословную. Он возводил себя напрямую к династии северорусских волхвов, якобы сохранивших в тайне своё дохристианское духовное наследие, восходящее к самому Зороастру. Он утверждал, что происходил из одной из десятка сохранившихся жреческих семей. Помимо жреческой деятельности, Голяков занимался врачеванием и обучением некоей «русской борцовской традиции». Ещё в 1994 году он создал медицинскую фирму «Оберег», где собирался лечить только славян. Община проводила обряды в Купчине на капище Перуна, куда допускались только лица «славянской национальности».
По данным на 2005 год в объединении произошло значительное сокращение последователей, в субботних собраниях на центральном святилище в Санкт-Петербурге участвуют 10—20 человек.
Отношения «Схорон еж словен» с другими родноверческими организациями напряжённые, поскольку Голяков называет себя «Жрецом Всех Славян» и носителем единственного истинного славянского Обычая. Все же прочие течения в родноверии, по его мнению, суть неоязычество и реконструкция. В августе 2008 года родноверческие объединения «Круг языческой традиции», «Союз славянских общин славянской родной веры», «Велесов круг» и «Схорон еж словен» заявили о недопустимости разрушения святынь любой конфессии и создали координационный «совет четырёх». Почвой для согласия стало совместное выступление против осквернения священных мест, почитаемых язычниками, а также неприятие того, что они назвали «псевдоязычеством». Уже в 2011 году «Схорон еж словен» из него вышел. 23 мая 2012 года «Круг языческой традиции», «Союз славянских общин» и «Велесов круг» обнародовали соглашение «О жрецах славянских», в котором осудили любительскую лингвистику и фолк-хистори. Среди имён порицаемых лингвофриков был назван и Голяков.
«Славянский патриотический блок», белорусское отделение «Схорон еж словен» участвует в распространении среди скинхедов Белоруссии идей русского национализма и стремится сделать скинхедов своими новыми сторонниками. Для этих целей в 2004 году под Минском «Славянским патриотическим блоком» был организовыван RAC-концерт. Скинхедов регулярно приглашают на проводимые данной общиной неоязыческие праздники, включая Купалу, Коляду, весенний и осенний солнцеворот.
По состоянию на 2016 год общины-«пятины» объединения «Схорон еж словен» действовали в Санкт-Петербурге, Москве, Екатеринбурге, Тюмени, Владивостоке, на Украине и в Белоруссии.
Деятельность «Схорон еж словен» и Владимира Голякова неоднократно привлекала к себе внимание СМИ.

## Учение
Взгляды Голякова и созданное им учение включают идеи расизма и арийского мифа. Неоязычество «волков» ориентируется, не только на славянскую, но и на скандинавскую традицию, почитаются руны и бог Один. Аутентичных древних источников и научной литературы Голяков не использовал, что заставляло его многое изобретать. Корни своего движения он связывает с неким Милославом Богомилом, якобы верховным жрецом «славянского Триглава» («Род, Родина, Всебог»), жившего в начале XI века. Он участвовал в антихристианском восстании и был зарублен насмерть одним из русских князей. Однако его учение якобы закрепилось на Русском Севере и веками в тайне передавалось волхвами в виде «рунических текстов», или «сварожьих скрижалей».
Голяков утверждал, что в 1991 году когда далёкие потомки священных родов предприняли попытку «восстановить богодержавие в единении славянского народа с Всебогом-Триглавом через обожествление предков своих». Так, как утверждается, возникли «сакральные трактаты» («Солнцеворот», «Тризна», «Сполох», «Руна»), украшенные изображениями классической нацистской свастики. «Волки» почитают учение о Прави, Нави и Яви, связанное, по их мнению, со «славянским фундаментализмом» (в действительности эти понятия происходят из «Велесовой книги»). В трактате «Солнцеворот» (1992), который посвящён культу «Шага волка», «волк» определяется как славянин, служащий природе, или, что то же самое, богу Сварогу, славянин — тот, кто «Тризну сохранил от иудеев». Служение должно быть активным, поэтому Голяков предлагает молодым славянам сбиваться в «стаи», или духовно-милитаристские группы. «Солнцеворот» приникнут духом борьбы с Чернобогом, «чёрной семейкой» и «Чёрными потоками», от которых следует «очистить Лес». Текст призван воспитать в «волках» волю и жёсткий прагматизм, соответствующие образу «сверхчеловека». Они должны приобрести способности лидеров и создать свои «стаи». Многие родители приводят в объединение на обучение детей, надеясь таким образом спасти тех от вредного влияния масс-культуры и наркотиков. Таким путём молодёжь оказывается в орбите влияния ультранационалистов, и многие ученики Голякова вступают в различные национал-патриотические движения, такие как РНЕ и РОД.
К началу 2000-х годов учение стало умереннее. В его книге «Вышень. Правда народа славянского» (2009) место свастики занимает ромбический символ, трактуемый как засеянное поле, а «волки» были заменены на «славян», «славянский народ», до которого Голяков стремится донести свои «тайные знания». Развивая эзотерическое учение об исторических эпохах, он расширил последнюю самую тяжкую эпоху упадка до трёх тысяч лет (вместо двух) и называл её «эпохой свиньи». Новой эпохе, эпохе пробуждения он дал название «эпоха Рыси». Первопредком славян Голяков называл Ория (Ария). Славян он по-прежнему причислял к «верви Волка». Голяков выступал против «расового смешения», одним из показателей постулируемого им «расового упадка» он считал то, что «белы девы принимают во лоно своё чёрное семя». Касаясь происхождения славян, Голяков ссылается на книгу основателя расовой теории Артюра де Гобино. Учение строится вокруг таких понятий как «Род», «Народ» и «Родина», фокусируется на авторском видении нравственных правил.
Голяков утверждал, что «русы должны жрать и жить за счёт россиян», «хотя бы пять процентов славянского населения… должны руководить всеми хазарами». Он учил, что работа — это рабство, и работать на славян должны те, кому они дали право жить, поскольку славяне сами обожествили себя и ничем никому не обязаны.
Неоднократно выступал с антисемитскими и шовинистскими высказываниями, в том числе направленными против лиц неславянского происхождения, но не признавал себя антисемитом или ксенофобом, а обвинения в оправдании Холокоста отвергал. В частности, он заявлял:

На славянской земле только один народ — славяне, остальные — нами не убитые, будь то союзники или враги… Мы за безраздельное господство славянского народа во небе, на людях и на земле. Мы пойдём дальше всех, ибо мы упали намного ниже.
Значение названия организации «Схорон еж словен» — «единение, сохранение всех славян». Некоторые члены (преимущественно из Ленинградской области) называют себя славянами-поморами.
Основы учения в «Схорон еж словен» обычно излагаются в форме так называемых «рун»: кратких и ёмких изречений. «Стержневых рун», содержащих в себе важнейшие принципы миропонимания, всего три:
- Бог есть всё (Бо еж сё)
- То закон, что явно (Что есть, то есть)
- Всё есть Бог (Сё еж Бо)

Эти представления у сторонников «Схорон еж словен» сочетаются с эвгемеризмом:

Некогда, говорит Владимир Голяков, славянский народ давал имена реальных людей природным стихиям. Стихии обожествлялись, но за каждым божеством стоят реальные исторические личности, успех или неудачи которых связывались с теми или иными природными явлениями. Например, князь Даждь является прообразом Даждьбога, а князь Стриг — Стрибога. Первый ведает дождями, второй — ветром.
Важное место в учении «Схорон еж словен» занимает культ предков:

Членом общины может стать любой родич, обожествивший предков: отца как Бога Рода и мать как Богиню Родину. Такой человек становится «мужем славянского народа». Единственное требование к нему — это делать всё для укрепления славы своего народа через свою судьбу, силу и волю.
Единство всего во Всебоге подразумевает наличие Подобного Завяза. Это понятие занимает важное место в миропонимании сторонников «Схорон еж словен»:

Подобный Завяз — это система взаимоотношений между ипостасями Всебога. Вселенная не может существовать без равновесия. Божественное равновесие сохраняется в триединстве Всебога. Голяков вводит понятие Треглава, отдалённо напоминающее христианскую Троицу. «Троица» схорон еж словенов состоит из Природы — богини-матери, Сварога, который представляет собой «тело Всебога», и бога Времени, который является «условием Всего», силой, соединяющей Треглав в Подобный Завяз.
«Схорон еж словен» считает, что каждый народ имеет право видеть Бога по-своему и создавать себе «пантеон» ипостасей Бога. Другие народы на славянской земле могут быть гостями, но не хозяевами, и не имеют права учить славян вере. Поэтому сторонники «Схорон еж словен» отчуждённо относятся к иудаизму («религии, проповедующей богоизбранность одного народа»), резко отрицательно — к католичеству, протестантизму, исламу и новым религиозным движениям. К православию и православному духовенству («жрецам православия рода славянского») «Схорон еж словен» относится скорее положительно (видимо, в силу исторических и политических причин). Тем не менее были зафиксированы конфликты запорожского отделения «Схорон еж словен» с местной православной общиной.
Некоторые участники «Схорон еж славен» замечены в пропаганде любительских лингвистических идей. Так, активист «Схорон еж славен» В. П. Юрковец является последователем дешифровщика-любителя Г. С. Гриневича и применяет его методы к памятникам дальневосточной письменности. На веб-сайте «Схорон еж славен» присутствовал раздел «Толковник», представлявший собой своего рода краткий толковый словарь с этимологическим уклоном. Представленные этимологии имели откровенно ненаучный характер.

## Культовая практика
Богослужения на святилищах совершаются три раза в неделю, дома — три раза в день. Животные жертвоприношения запрещены. Основные требы: мёд, каравай, квас.
Жрецы, совершающие обряды, не являются профессиональными священниками, так как, по мнению последователей «Схорон еж словен», их сан не даёт им права жить за счёт народа:

В служении Всебогу не должно быть ничего материально выгодного, так как служба Всебогу-Времени является «беззаветной», то есть не опирающейся на договор. Договор со Всебогом невозможен, так как он не наделён эмоциями. Всебог — бесстрастный вершитель судеб. Схорон еж словены говорят, что волхвы всегда рассматривали народ как единый организм. Жреца не волнуют человеческие страсти. Он также бесстрастен, как бог. И только в этом случае он способен познать суть вещей и открыть их людям.
При этом, согласно учению, жречество включает в себя три основных ветви священнослужителей:
- Родари. Жрецы, отвечающие за культ бога Рода. Они же являются носителям преданий.
- Рожены. Жрецы культа рожениц и природы.
- Волхвы. Жрецы, отвечающие за сохранение баланса между животным и человеческим началами в человеке[10].